# Drieburg
De Drieburg (vroeger ook: Rusthof en Overhorst) is een buitenplaats en rijksmonument in Driebergen in de gemeente Utrechtse Heuvelrug. De Drieburg ligt tegenover De Horst aan de zuidzijde van de Hoofdstraat tussen de buitenplaatsen Veldzigt en Lindenhorst.
De monumentale villa bestaat uit twee bouwlagen onder een afgeplat schilddak. De asymmetrische voorgevel heeft links een driezijdige erker over de volle hoogte. Tegen de linkerzijgevel is een houten serre aangebouwd met overdekt balkon. De ingang van de villa bevindt zich aan de rechterzijde. De toogvelden boven de vensters hebben gekleurd tegelwerk en bewerkte sluitstenen. De muren hebben gepleisterde banden en natuurstenen profiellijsten. Op het linkerdakvlak en boven de uitbouw aan de voorzijde bevindt zich een dakkapel.

## Geschiedenis
De Drieburg werd gebouwd in 1888 in opdracht van mevrouw A.M.C. Blokhuis. Het oude gebouw stond wat meer naar voren op het terrein. Het landgoed behoorde oorspronkelijk tot het grondgebied van De Horst. In 1766 is er sprake van een zekere Daghuurders Huisinge met Hof en Bakoven. Eerst was Wouter Valkeneng hiervan eigenaar en later een zekere Gerrit Kouteijs.
Het huis werd in 1851 gekocht door Jan Corver, die in de jaren daarvoor al vier omliggende percelen had gekocht. Hij geeft de gevormde buitenplaats de naam Rusthof en liet daar een koetshuis, stalling, prieel en een broeierij bijbouwen.
In 1862 geeft de nieuwe eigenaar Gijsbert Wouteruszoon Blokhuis het huis nog meer aanzien. Na diens dood wisselt het huis regelmatig van eigenaar. De laatste bewoonster van De Horst, Henriëtte Willemina de Blocq van Haersma de With-van Naamen van Eemnes, veranderde de naam van het huis in Overhorst.
Sinds 1968 heeft het hoofdgebouw een kantoorfunctie en werden op het terrein achter de villa onderkomens aangebracht voor diverse kerkelijke bureaus. Ook stond er de protestantse sociale academie De Horst die in 2005 opging in Hogeschool Utrecht.

## Tuin
Het hoofdhuis staat in een landschappelijk aangelegde tuin. Achter de villa staan het koetshuis uit 1878, een houten prieel uit het einde van de 19de eeuw en een boomgaard. Een toegangslaan loopt over het terrein naar de ingang in de rechtervleugel van het huis. De muur van de moestuin vormt de grens tussen De Drieburg en Veldzigt. 

## Bewoners
- - 1766 Wouter Valkeneng
- 1766 - 1815 Gerrit Kouteijs
- 1815 - 1825 Hendrikje Koudijs, getrouwd met Maas van Dijk
- 1825 - 1831 Jan Vermeer
- 1831 - 1838 Hendrik Ruyzenbach
- 1838 - 1851 Dirk van Doorn, getrouwd met Catherina Sophia Sulpke
- 1851 - 1862 Jan Corver
- 1862 - 1885 Gijsbert Wouteruszoon Blokhuis
- - 1922 Anna Maria Cornelia Blokhuis
- 1922 - 1923 N.V. Maatschappij tot Exploitatie en Administratie van Onroerende Goederen
- 1923 - 1924 Jan van der Giessen
- 1924 - 1927 Benjamin Constant Moerkoert
- 1927 - 1944 Johan Ludwig la Gro
- 1944 - 1946 Willem Duijff en Gerard Priem
- 1946 Hendrik de Boer
- 1946 - 1953 Vrouwe Henriëtte Willemina de Blocq van Haersma de With-van Naamen van Eemnes
- 1953 - 1968 jonkvrouw Jacoba Caecilia Courandina de Blocq van Haersma de With
- 1968 Stichting De Drieburg